# Calydna sturnula
Calydna sturnula is een vlindersoort uit de familie van de prachtvlinders (Riodinidae), onderfamilie Riodininae.
Calydna sturnula werd in 1837 beschreven door Geyer.